# Cover band

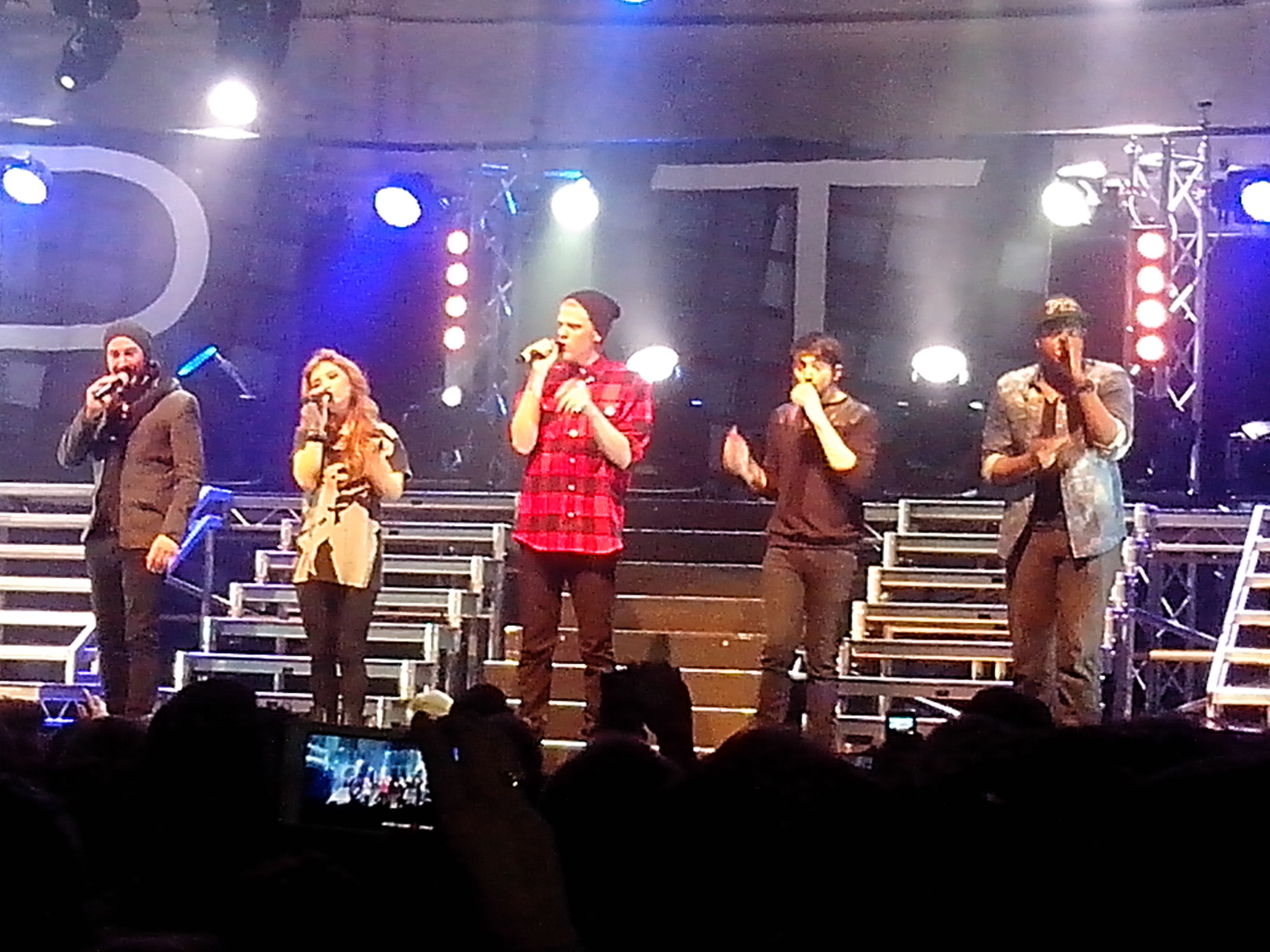
Pentatonix son un ejemplo de cover band que ha alcanzado cierta fama interpretando a capella conocidas canciones de la música popular.

El anglicismo cover band (en español: banda de versiones) es un grupo musical que toca canciones grabadas por otros artistas. La principal distinción entre una cover band y una banda tributo es que la segunda se centra exclusivamente en un único grupo, mientras que las cover bands interpretan temas conocidos de diferentes cantantes y bandas.
Al igual que sucede con las bandas tributo, las cover bands suelen diferenciarse en dos tiposː aquellas que tocan las canciones con la mayor precisión posible e imitando la versión original, buscando una fidelidad a la misma que permita al público disfrutarla tal y como la conoce, y aquellas cover bands que cambia el tema musical y reinterpretan las canciones bajo un estilo diferente, como pueden ser clásicos del pop o el rock interpretados con un estilo jazzístico, reggae o bien de forma puramente instrumental, etc.
Parecidas a las cover bands son las orquestas populares, con la diferencia de que estas últimas suelen contar con un mayor número de miembros, y tienen un enfoque musical más orientado a la fiesta y el baile.
Las bandas nuevas o desconocidas a menudo suelen dar sus primeros pasos como cover bands, actuando en lugares como bares, pubs, parques públicos o en la calle para ganar adeptos y darse a conocer. The Rolling Stones, por ejemplo, lanzaron tres álbumes que consisten principalmente en versiones para luego grabar un álbum con su propio material original. Sin embargo, otras cover bands se dedican exclusivamente a actuar en eventos privados, por ejemplo en bodas y fiestas de cumpleaños, y también pueden ser conocidas como banda de bodas, banda de fiesta o banda de alquiler. Una banda cuyas versiones consisten principalmente en canciones que fueron éxitos en las listas musicales a menudo se denomina top 40 band.
A diferencia de los conjuntos populares cuya música interpretan, las cover bands rara vez venden discos o suenan por la radio. Su actividad primordial se centra en el directo y la música en vivo, donde pueden llegar algunas de ellas a forjarse una fama y una carrera de relativo éxito.